# تفجير رامات غان
تفجير رامات غان هو تفجير وقع في 24 يوليو 1995 في مدينة رامات غان قرب تل أبيب. تبنت التفجير «كتائب الشهيد عز الدين القسام» الجناح العسكري لحماس والمخطط للعملية هو الشهيد المهندس يحيى عياش والمنفذ مقاتل من كتائب القسام.

## تفاصيل العملية
دخل منفذ العملية حافلة وركبها إلى أن وصل مدينة رامات غان القريبة من تل أبيب وكان يضع حزاما ناسفا وعندما وصلت الحافلة قرب محطة الباصات في رامات غان قام المقاتل بتفجير نفسه في الحافلة مما أدى إلى مقتل 6 إسرائيليين وجرح 33.